# Jej obrońcy
Jej obrońcy (ang. Way Out West) – amerykański film z 1937 w reżyserii Jamesa W. Horne’a i z udziałem znanego w tamtych czasach duetu komików Flip i Flap.

## Obsada
- Stan Laurel jako Stanley
- Oliver Hardy jako Ollie
- Sharon Lynn jako Lola Marcel
- James Finlayson jako Mickey Finn
- Rosina Lawrence jako Mary Roberts
- Stanley Fields jako szeryf
- Vivien Oakland jako żona szeyfa
- The Avalon Boys jako oni sami

## Nagrody i nominacje
| Nazwa nagrody | Wygrane            | Nominacje                           |
| ------------- | ------------------ | ----------------------------------- |
| Oscar         | 1938 bez rezultatu | 1938 Najlepsza muzyka Marvin Hatley |